# Kanton Le Horps
Der Kanton Le Horps war von 1790 bis 2015 ein französischer Kanton im Arrondissement Mayenne, im Département Mayenne und in der Region Pays de la Loire. Sein Hauptort war Le Horps.

## Geografie
Der Kanton Le Horps lag im Mittel 275 Meter über dem Meeresspiegel; zwischen 114 Meter in Champéon und 327 Meter in Hardanges. Er lag im Norden des Départements Mayenne. Seine Nachbarkantone waren Ambrières-les-Vallées im Nordwesten, Lassay-les-Châteaux und Couptrain im Norden, Villaines-la-Juhel im Osten, Bais im Süden und Mayenne-Est im Süden und Westen.

## Gemeinden
Der Kanton bestand aus acht Gemeinden:
| Gemeinde              | Einwohner Jahr | Fläche km² | Bevölkerungsdichte | Code INSEE | Postleitzahl |
| --------------------- | -------------- | ---------- | ------------------ | ---------- | ------------ |
| Champéon              | 581 (2013)     | 21,15      | 27 Einw./km²       | 53051      | 53640        |
| La Chapelle-au-Riboul | 513 (2013)     | 13,10      | 39 Einw./km²       | 53057      | 53440        |
| Charchigné            | 501 (2013)     | 14,91      | 34 Einw./km²       | 53061      | 53250        |
| Le Ham                | 419 (2013)     | 25,28      | 17 Einw./km²       | 53112      | 53250        |
| Hardanges             | 196 (2013)     | 18,48      | 11 Einw./km²       | 53114      | 53640        |
| Le Horps              | 767 (2013)     | 23,27      | 33 Einw./km²       | 53116      | 53640        |
| Montreuil-Poulay      | 399 (2013)     | 16,24      | 25 Einw./km²       | 53160      | 53640        |
| Le Ribay              | 458 (2013)     | 17,36      | 26 Einw./km²       | 53190      | 53640        |

## Bevölkerungsentwicklung
| 1962  | 1968  | 1975  | 1982  | 1990  | 1999  | 2006  |
| ----- | ----- | ----- | ----- | ----- | ----- | ----- |
| 4.745 | 4.259 | 3.861 | 3.618 | 3.515 | 3.644 | 3.897 |